# فوجیساکی، آئوموری
فوجیساکی، آئوموری (به لاتین: Fujisaki, Aomori) یک منطقهٔ مسکونی در ژاپن است که در Minamitsugaru District واقع شده‌است. فوجیساکی ۳۷٫۲۶ کیلومترمربع مساحت و ۱۵٬۵۹۷ نفر جمعیت دارد.